# Нажицы
Нажицы — деревня в Орехово-Зуевском муниципальном районе Московской области. Входит в состав сельского поселения Демиховское. Население — 92 чел. (2010).

## География
Деревня Нажицы расположена в северной части Орехово-Зуевского района, примерно в 3 км к западу от города Орехово-Зуево. Высота над уровнем моря 124 м. Ближайшие населённые пункты — деревни Демихово, Щербинино и Красная Дубрава.

## История
В 1926 году деревня являлась центром Нажицкого сельсовета Федоровской волости Орехово-Зуевского уезда Московской губернии.
С 1929 года — населённый пункт в составе Орехово-Зуевского района Орехово-Зуевского округа Московской области, с 1930-го, в связи с упразднением округа, — в составе Орехово-Зуевского района Московской области.
До муниципальной реформы 2006 года Нажицы входили в состав Демиховского сельского округа Орехово-Зуевского района.

## Население
В 1926 году в деревне проживало 325 человек (150 мужчин, 175 женщин), насчитывалось 65 хозяйств, из которых 57 было крестьянских. По переписи 2002 года — 48 человек (22 мужчины, 26 женщин).
| 1926 | 2002 | 2006 | 2010 |
| ---- | ---- | ---- | ---- |
| 325  | ↘48  | ↘25  | ↗92  |